# 合番
合番（あいばん）とは、ある工事をする際、間接的に関係のある職種の人間が施工時に立ち会うこと。例えばコンクリート打設の際、メイン業者がポンプ工・土工・土間工なのに対し電工や設備工、型枠大工、鉄筋工などが立ち会う事を合番という。ただし、立ち会うだけではなくて実際には多少の手伝いをさせられることが当たり前になっており、合番を非常に嫌う職人も多い。また、コンクリート打設時には、電工、設備工が合番に駆り出させられるが、型枠大工、鉄筋工は立ち会わないことが多い。これは、電工、設備工が開口と呼ばれるケーブルラックや配管、ダクトの通り道を、コンクリートで埋められないように型枠やボイド管などをあらかじめ施工しておくが、コンクリート打設の施工ミスにより開口がコンクリートが埋まってしまうことを防ぐという意味合いが強い。開口などを点検しない時には打設用バイブレーターのケーブル持ちや電源のオン・オフを行うなどの手伝いをさせられる。
なお、一部の施工業者や職人、職工の間では、合番（あいばん）のことを「相番」と表記する慣習がある。（とくに作業予定表や日報などの報告書など）これは「合番（あいばん）」自体がそもそも「相手の都合に合わせて番をしている仕事（＝現場立会い）」という色が濃くでているため「単に合わせてるだけなのは仕事ではない」という職人の確固たる理念に反し、これを「関連する相手の番をする。具体的には、相手側の施工都合で現場立会いも兼ねて、施工中に何か不測の事態が起きたら場合は、その場で迅速に対応することができるよう、そばで待機している仕事」という解釈の下、あえて「相番」と表記しているケースもある。